# NGC 4234
NGC 4234 (również PGC 39388 lub UGC 7309) – magellaniczna galaktyka spiralna z poprzeczką (SBm), znajdująca się w gwiazdozbiorze Panny. Odkrył ją John Herschel 7 kwietnia 1828 roku. Należy do Gromady w Pannie.